# Spermophilus musicus
Spermophilus musicus е вид гризач от семейство Катерицови (Sciuridae). Видът е почти застрашен от изчезване.

## Разпространение и местообитание
Разпространен е в Русия.
Обитава планини, възвишения, склонове, ливади, пасища и степи.